# Athena (film)
Athena is een Amerikaanse film uit 1954 van Richard Thorpe met in de hoofdrollen Jane Powell, Ralph Blane en Debbie Reynolds.
De film was aanvankelijk opgezet als een project voor actrice Esther Williams die zou optreden als een Griekse godin die zou oprijzen uit de zee. Maar Williams werd zwanger en werd vervangen door Jane Powell. De zwemscènes gingen er uit en werden vervangen door een fitnessdecor.
Athena was geen echte flop, maar zeker geen kaskraker. De critici vonden het maar niets, net als regisseur Richard Thorpe, die tijdens de opnames nauwelijks enthousiasme kon opbrengen om zich door de productie heen te worstelen. Volgens actrice Jane Powell was de film zijn tijd zo'n twintig jaar vooruit en liep voor op de fitnessrage van de jaren zeventig.

## Verhaal
Het tieneridool en zanger Johnny Nyle krijgt een dagvaarding van zijn voormalige agent voor onbetaalde commissies. Hij zoekt hulp bij zijn maatje uit de marine, advocaat Adam Calhoun, die bezig is met zijn campagne om in het Amerikaanse Congres van Afgevaardigden te worden gekozen. Calhoun vraagt Nyle om 's middags langs te komen en gaat eerst naar de kwekerij om te klagen over wat planten die hij gekocht heeft. In de kwekerij ontmoet hij de mooie Athena Mulvain, die zegt dat ze alles weet van de numerologie en in staat is zijn planten te genezen. Hoewel hij onder de indruk is van Athena wijst Adam het aanbod af. Als hij niet lang daarna rondloopt op de cocktailparty van zijn verloofde, Beth Hallson, ziet hij Athea weer. Het meisje kust hem en is nu vastbesloten om met Adam te trouwen. Op de weg naar buiten ontmoet ze Johnny Nyle en in hem ziet Athena de perfecte kandidaat voor haar zuster Minerva. De overrompelde Johnny gaat met Athena mee naar de winkel met gezondheidsproducten van haar familie om Minerva te ontmoeten. Maar Athena is haar eigen voorgenomen huwelijk ook niet vergeten. Tot de verbazing van Adam, en de woede van zijn verloofde Beth Hallson, is Athena de volgende morgen aan het werk in zijn tuin. Als Adam, na een flinke ruzie met Beth, Athena wil aanspreken is ze al verdwenen. Toevallig komt Johnny op bezoek en hoort van Adam over de geheimzinnige Athena. Johnny neemt zijn vriend op sleeptouw naar het huis en winkel van de Mulvains. Daar ontmoet hij de vader van Athena, haar zes zusters en bodybuilder Ed. Eigenlijk wil Adam Athena laten weten dat een relatie tussen hen onmogelijk is, maar op gegeven moment zijn ze aan het kussen. Als Adam thuiskomt met een bloemenkrans weet Beth genoeg en verbreekt de verloving. De nieuwe leefstijl die Adam heeft geadopteerd, verbijstert ook der rest van zijn kennissen en vrienden. Hij gaat gekleed in vrijetijdskleding, het interieur van zijn huis wordt door de zusjes Mulvain omgetoverd in een 'kosmische beleving'. Zijn omgeving waarschuwt de verliefde Adam dat Athena zijn politieke carrière zal schaden, maar hij wil er niets van horen. Aanvankelijk lijkt alles goed te gaan als Athena de gasten van Adam, tijdens een receptie voor zijn verkiezingscampagne, charmeert. Maar al snel ontstaat er een gigantische ruzie tussen Athena en Beth over het buffet. Athena vlucht weg naar haar zuster Minerva, die een optreden van Johnny bijwoont. Ze troost Athena en zegt dat volgens de sterren haar oudste zuster eerst moet trouwen. De volgende morgen zijn Athena en Adam bij de Mr. Universe-verkiezing waar ook de bodybuilder Ed aan meedoet. Ed is ook verliefd op Athena en waarschuwt Adam dat het meisje hem toebehoort. Er ontstaat een vechtpartij en Adam weet Ed met judo te vloeren. Alles wordt op televisie uitgezonden en Adam kan zijn politieke carrière vergeten. Het kan hem allemaal niets schelen en al snel doen Adam, Athena en de familie Mulvain zich te goed aan een banket van vers fruit.

## Rolverdeling
| Acteur           | Personage         |
| ---------------- | ----------------- |
| Jane Powell      | Athena Mulvain    |
| Edmund Purdom    | Adam Calhorn Shaw |
| Debbie Reynolds  | Minerva Mulvain   |
| Louis Calhern    | Ulysses Mulvain   |
| Vic Damone       | Johnny Nyle       |
| Linda Christian  | Beth Hallson      |
| Evelyn Varden    | Salome Mulvain    |
| Ray Collins      | Tremaine          |
| Carl Benton Reid | Griswalde         |
| Howard Wendell   | Grenville         |
| Virginia Gibson  | Niobe             |
| Henry Nakamura   | Roy               |
| Nancy Kilgas     | Aphrodite         |
| Dolores Starr    | Calliope          |
| Jane Fisher      | Medea             |
| Cecile Rogers    | Ceres             |

## Voorgeschiedenis
Tijdens de lunchpauzes gedurende de opnames van de film Easy to Love (1953) besprak actrice Esther Williams met regisseur Charles Walters en schrijver Leo Pogostin het idee voor een nieuw scenario. Williams, een voormalig professioneel zwemster, maakte furore met films waarin water en zwemmen een grote rol speelde. De actrice had een plot in haar hoofd waarbij ze de rol zou spelen van een Griekse godin die reïncarneert in mensengedaante en veel tijd in de zee doorbrengt. Een naam had ze ook: 'Athena'. MGM-producent Alan Freed, verantwoordelijk voor tal van beroemde MGM-musicals, zag wel iets in het idee en beloofde Williams de film te produceren. Niet lang daarna werd Williams echter zwanger en verdween even van het filmtoneel. Bij MGM was inmiddels Dore Schary hoofd van de studio geworden en hij besliste dat de film ook zonder Esther Williams gemaakt kon worden. Hij liet alle zwemscènes uit de film verwijderen en er liedjes bij schrijven. Wat bleef was het idee van de gereïncarneerde Griekse godin, alleen was de zee ingeruild voor de wereld van fitness en gezondheidsproducten uit de natuur. Jane Powell mocht de hoofdrol vertolken in plaats van de zwangere Williams. De laatste wist echter van niets en toen ze erachter kwam, was de film al in productie genomen. De woedende ster ontplofte bijna en schopte een hoop herrie bij Dore Schary. Die was echter totaal niet onder de indruk en de hele kwestie dreef een wig tussen hen beiden. Uiteindelijk zou Williams nog één film voor MGM maken en toen de eer aan zichzelf houden.

## Productie
Aanvankelijk zou Elizabeth Taylor de rol van Athena of Minerva vertolken, maar die bedankte voor de eer. Dat deden ook Janet Leigh, Vera-Ellen, Ann Miller en Elaine Stewart. Uiteindelijk gingen Jane Powell en Debbie Reynolds de rollen van Athena en Minerva vertolken. Het project had geen gelukkige uitstraling. Actrice Debbie Reynolds haatte de film hartgrondig. Het was haar vijfde film in een jaar tijd en ze was nog depressief vanwege haar stukgelopen relatie met acteur Robert Wagner. Ook regisseur Richard Thorpe, die Charles Walters moest vervangen, was weinig enthousiast. Na zijn successen met Ivanhoe (1952) en The Prisoner of Zenda (1952) had hij iets meer verwacht dan deze 'tweederangs musical' zoals hij het noemde. Volgens actrice Jane Powell sleepte Thorpe zich door het script heen en wierp hij na elke opgenomen scène demonstratief de gebruikte pagina's uit het script over zijn schouder. De houding van Thorpe was van negatieve invloed op de rest van de acteurs en actrices, die met de dag somberder werden over het eindresultaat.

## Muziek
De volgende liedjes zijn in de film te horen:
- "Athena" (Hugh Martin/Ralph Blane)
- "The Girl Next Door" (Hugh Martin/Ralph Blane)
- "Vocalize" (Hugh Martin/Ralph Blane)
- "Imagine" (Hugh Martin/Ralph Blane)
- "Harmonize" (Hugh Martin/Ralph Blane)
- "Webson's Meat Jingle" (Jeff Alexander and George Stoll)
- "Love Can Change the Stars"(Hugh Martin/Ralph Blane)
- "I Never Felt Better" (Hugh Martin/Ralph Blane)
- "Venezia" (Hugh Martin/Ralph Blane)
- "Chacun le sait" (uit: "La fille du régiment" van Gaetano Donizetti)

Het liedje "Faster Than Sound" (Hugh Marti/Ralph Blane) werd wel opgenomen maar later uit de film weggelaten. Het nummer "The Girl Next Door," was eigenlijk een omgewerkte versie "The Boy Next Door" uit de film Meet Me in St. Louis (1945).